# Pàrtenos
Pàrtenos (en grec antic Παρθένος) va ser, segons la mitologia grega, una filla d'Estàfil, un fill de Dionís i d'Ariadna, i de Crisòtemis, filla de Carmànor. Les seves germanes eren Molpàdia i Reo.
Estàfil, el seu pare, havia confiat a Pàrtenos i a Molpàdia la vigilància del seu vi, que s'havia acabat de descobrir i era nou entre els homes. Però les dues germanes es van adormir i els porcs que també havien de vigilar van entrar al celler i van trencar les gerres on era el vi. En veure l'estrall, i amb por per la còlera del seu pare, van fugir i es van llençar des d'un roquer a la costa. Però Apol·lo, que les apreciava, les va salvar de la caiguda i les va portar a unes ciutats del Quersonès. Pàrtenos va ser portada a Bubassos, i Molpàdia a Càstabos, on la van venerar amb el nom d'Hemítea.